# Wiel Elbersen
Wiel Elbersen (Maastricht, 12 januari 1947 - Putte, 3 juli 1994) was een Nederlands redacteur.

## Levensloop
Elbersen werd geboren in Maastricht en groeide op in Arcen. Hij doorliep zijn studies aan het klein seminarie van Deurne. Vervolgens kreeg hij een opleiding bij de NMB-bank tot directeur-kassier. Zijn eerste journalistieke ervaringen deed hij op in een regionaal advertentieblaadje Grens en Maas (regio Arcen, Bergen en Meerlo-Wanssum) van zijn vader Wijnand Elbersen.
In 1969 ging hij aan de slag bij de Tijdschriften Uitgevers Maatschappij (TUM) te Antwerpen, waar hij samen met Louis Van Raak en Jef Anthierens een nieuw blad ontwikkelde, dat echter nooit werd uitgegeven. Daarnaast ging hij aan de slag als radio- en televisieredacteur van het tijdschrift Panorama. Na een studie Frans aan de Universiteit van Nijmegen ging hij aan de slag bij het vrouwenweekblad Mimo en haar Franstalige tegenhanger Bonne Soiréé. 
Midden jaren 70 werd hij tolk voor de Belgische bokser Jean-Pierre Coopman en ging hij rechten studeren aan de Universiteit van Leiden. Op aansturen van zijn vader keerde hij terug naar de journalistiek. Vervolgens werd hij chef-redacteur van het tijdschrift De Post en in 1975 werd hij redactiechef van Story.
In 1980 richtte hij het tijdschrift Flair op, waarvan de eerste editie op 4 oktober van dat jaar van de persen rolde. Naast bedenker werd hij ook de eerste hoofdredacteur van het tijdschrift. Later volgde ook een Nederlandse (1985) en een Franstalige (1987) versie van het tijdschrift. Daarnaast was hij directeur-uitgever van TUM-IUM.
Elbersen overleed aan een hartstilstand op 47-jarige leeftijd na een fietstocht in zijn woonplaats Putte. Hij was gehuwd en had twee kinderen.